# ديك شوناكر
ديك شوناكر (بالهولندية: Dick Schoenaker)‏ (مواليد 30 نوفمبر 1952) هو لاعب كرة قدم. يلعب مع منتخب هولندا لكرة القدم. سبق له أن لعب في كأس العالم لكرة القدم مع منتخب بلاده.

## روابط خارجية
- ديك شوناكر على موقع الاتحاد الدولي (مؤرشف)  (الإنجليزية)
- ديك شوناكر على موقع الاتحاد الأوربي (الإنجليزية)
- ديك شوناكر على موقع قاعدة بيانات كرة القدم.إي يو (الإنجليزية)
- ديك شوناكر على موقع ناشيونال فوتبول تيمز (الإنجليزية)